# Clivinema fuscum
Clivinema fuscum är en insektsart som beskrevs av Downes 1924. Clivinema fuscum ingår i släktet Clivinema och familjen ängsskinnbaggar. Inga underarter finns listade i Catalogue of Life.